# Newbritaingräsfågel
Newbritaingräsfågel (Cincloramphus rubiginosus) är en fågel i familjen gräsfåglar inom ordningen tättingar.

## Utseende och läte
Newbritaingräsfågeln är en rätt knubbig och långstjärtad sångare. På ovansidan är den mörkt rostbrun med ljusare vingar. Undersidan är ljusare rostfärgad. Även ansiktet är rostrött, med mörk hjässa och ett tunt mörkt ögonstreck. Fågeln är mycket lik whitemangräsfågeln men är ljusare med mindre mörk ansiktsmask och ljusa ben. Sången består av ett kyrkklockelik klämtande och lätet är ett hårt "churr" eller "tchak".

## Utbredning och systematik
Fågeln lever i buskmark på Niu Briten i Bismarckarkipelagen. Den behandlas som monotypisk, det vill säga att den inte delas in i några underarter.

### Släktestillhörighet
Newbritaingräsfågeln placeras traditionellt i släktet Megalurulus. DNA-studier från 2018 visar dock att arterna i Megalurulus inte är varandras närmaste släktingar utan bildar en klad tillsammans med arterna i Cincloramphus, fijigräsfågeln, timorgräsfågeln (Buettikoferella) samt rostgräsfågeln och papuagräsfågeln från Megalurus. Författarna till studien rekommenderar att alla dessa placeras i Cincloramphus som har prioritet, och denna hållning följs här.

### Familjetillhörighet
Gräsfåglarna behandlades tidigare som en del av den stora familjen sångare (Sylviidae). Genetiska studier har dock visat att sångarna inte är varandras närmaste släktingar. Istället är de en del av en klad som även omfattar timalior, lärkor, bulbyler, stjärtmesar och svalor. Idag delas därför Sylviidae upp i ett flertal familjer, däribland Locustellidae.

## Levnadssätt
Newbritangräsfågeln bebor undervegetatation i tätvuxna skogar, både ursprungliga och uppväxande, där den kryper lågt som en mus. Den hittas upp till 1400 meters höjd.

## Status
Trots det begränsade utbredningsområdet och att den tros minska i antal anses beståndet vara livskraftigt av internationella naturvårdsunionen IUCN.